# Didi Gregorius
Mariekson Julius "Didi" Gregorius, OON (nascido em 18 de fevereiro de 1990), é um jogador profissional de beisebol, de origem holandesa, que atua como shortstop pelo New York Yankees da Major League Baseball (MLB). Previamente jogou na MLB pelo Cincinnati Reds em 2012 e pelo Arizona Diamondbacks em 2013 e 2014.

## Família e vida pregressa
Gregorius nasceu em Amsterdã, Países Baixos, em 18 de fevereiro de 1990, filho de Johannes Gregorius, Sr. e Sheritsa Stroop. Na época, Johannes  arremessava pelo Amsterdam Pirates na Honkbal Hoofdklasse e trabalhava como carpinteiro. Stroop jogava pelo time nacional de softbol dos Países Baixos. Seu irmão mais velho, Johannes, Jr., arremessava profissionalmente na Honkbal Hoofdklasse e na Liga Italiana de Beisebol e mais recentemente como campista interno em Curaçao. Seu avô paterno, Antonio, foi um dos maiores arremessadores de Curaçao na metade do século 20.
Gregorius começou jogando tee-ball nos Países Baixos antes de mudar para Curaçao aos cinco anos de idade onde foi criado. Também jogava futebol e basquetebol em sua juventude. Gregorius, seu pai e seu irmão, todos tem o mesmo apelido "Didi." Didi começou a usar o nome dos Estados Unidos quando seus companheiros de equipe não conseguiam pronunciar "Mariekson." Fala quatro línguas: holandês, papiamento, inglês e espanhol.